# دوباو (بوت دردشة)
دوباو (بالصينية: 豆包) هو مساعد ذكي متعدد الوظائف مزود بالذكاء الاصطناعي أطلقته شركة بايت دانس في أغسطس 2023. وتُعرف نسخته المخصصة للأسواق الخارجية باسم Cici حيث تدعم 18 لغة منها اللغة العربية. 
طُوّر دوباو استنادًا إلى نموذج "Doubao Large Model" (الذي كان يُعرف سابقًا باسم نموذج "Yunque").  يدعم توليد النصوص والصور والمقاطع الصوتية والمرئية،  إضافة إلى تحليل البيانات ووظيفة البحث عبر الإنترنت المدعومة بالذكاء الاصطناعي.  يمكن تنزيل دوباو واستخدامه مجانًا داخل الصين، حيث يتوفر عبر الويب، وكتطبيق للحواسيب الشخصية، وكذلك كتطبيق للهواتف المحمولة.
اعتبارًا من أكتوبر 2024، تم تنزيله أكثر من 120 مليون مرة، مع 51 مليون مستخدم نشط.
حتى أكتوبر 2024، تجاوز إجمالي عدد مرات تنزيل دوباو 120 مليون مرة،  وبلغ عدد مستخدميه النشطين 51 مليون مستخدم. 

## وصلات خارجية
- الموقع الرسمي للمساعد الذكي سيسي
- الموقع الرسمي للمساعد الذكي دوباو